# Roger Ford
Pour les articles homonymes, voir Ford (homonymie).
Roger Ford est un chef décorateur américain, actif à partir de 1969.

## Filmographie

### Directeur artistique
- 1995 : Babe, le cochon devenu berger de Chris Noonan
- 2011 : Don't Be Afraid of the Dark de Troy Nixey

### Chef décorateur
- 1991 : Flirting de John Duigan
- 1994 : Sirènes de John Duigan
- 1995 : Lilian's Story de Jerzy Domaradzki
- 1996 : Les Enfants de la Révolution de Peter Duncan
- 2002 : Un Américain bien tranquille de Phillip Noyce
- 2003 : Peter Pan de P. J. Hogan
- 2003 : Swimming Upstream de Russell Mulcahy
- 2005 : Le Monde de Narnia : Le Lion, la Sorcière blanche et l'Armoire magique de Andrew Adamson
- 2022 : Trois mille ans à t'attendre (Three Thousand Years of Longing) de George Miller